# Karol Roger Raczyński
Karol Roger Raczyński h. Nałęcz (ur. 30 stycznia 1878 w Rogalinie, zm. 29 listopada 1946 w Łodzi) – polski hrabia, właściciel ziemski, kierowca rajdowy. Pełnomocnik Obywatelskiego Komitetu Wykonawczego Obrony Państwa i przewodniczący Obywatelskiego Komitetu Obrony Państwa na powiat częstochowski w 1920 roku. Wnuk hr. Zygmunta Krasińskiego. 
Obywatel ziemski guberni piotrkowskiej w 1909 roku, w 1922 roku posiadał majątki ziemskie o powierzchni 12 620 ha.

## Życiorys
Był wnukiem Zygmunta Krasińskiego, synem Edwarda Aleksandra Raczyńskiego (1847–1926) i Marii z Krasińskich oraz ojcem dwóch synów: Konstantego (1906-1926) i Rogera (1909–1958). Po śmierci matki sześcioletni Karol Roger wychowywany był przez macochę Różę Raczyńską, z domu Potocką. W roku 1903 otrzymał w spadku dobra w Złotym Potoku oraz w Czemiernikach. W 1904 roku ożenił się ze Stefanią Czetwertyńską. 

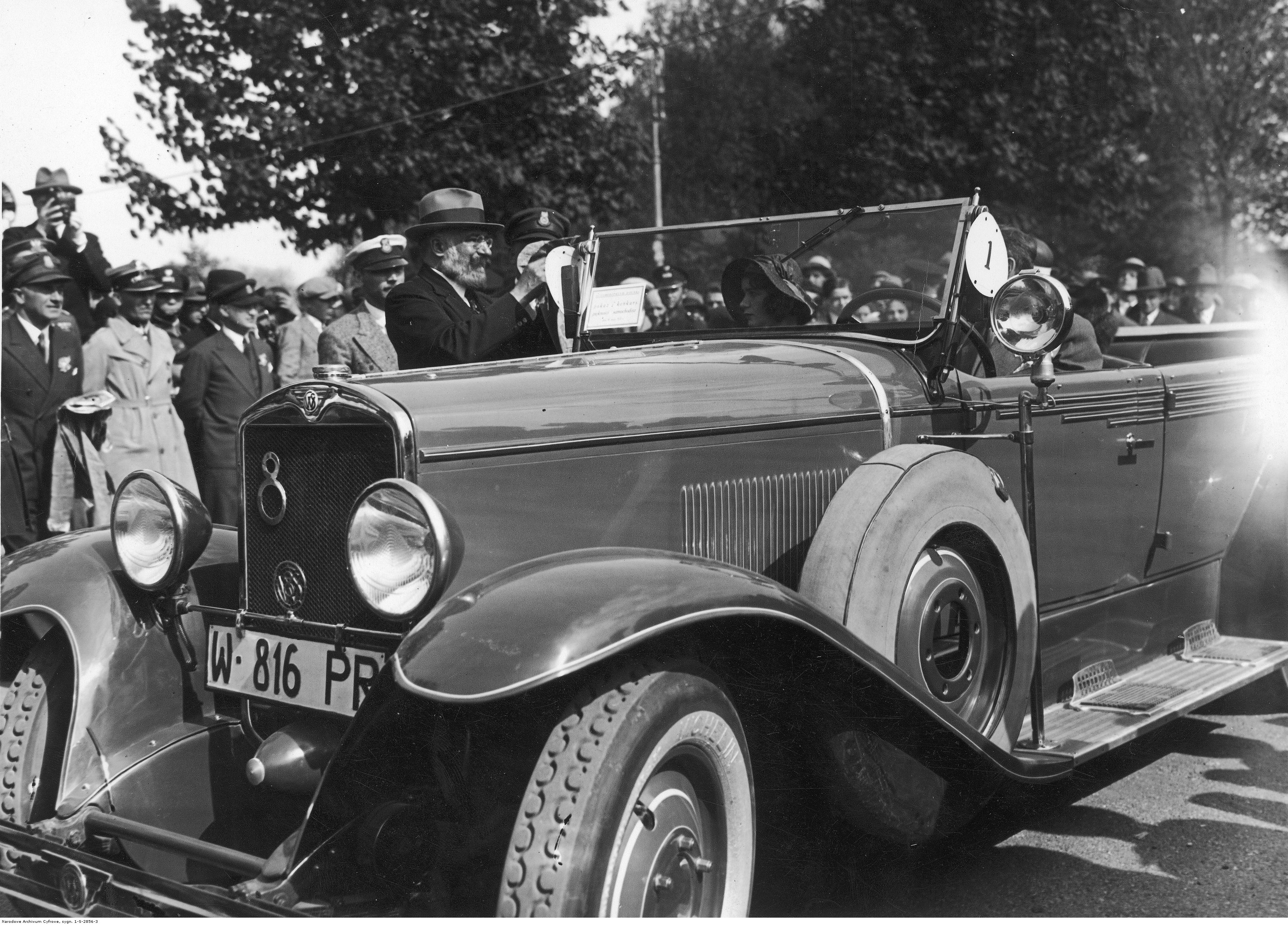
Prezes Automobilklubu Polskiego hrabia Karol Roger Raczyński dekoruje samochód CWS T-8 podczas pokazu i konkursu piękności samochodów Automobilklubu Polskiego w maju 1931

Był aktywnym miłośnikiem sportów samochodowych. Od roku 1909 był członkiem zarządu Towarzystwa Automobilistów Królestwa Polskiego. Uczestniczył w rajdach samochodowych. Dwukrotnie był prezesem Automobilklubu Polskiego (1921–1923 i 1928–1934), w grudniu 1927 przewodniczył I Ogólnopolskiemu Zjazdowi Automobilistów w Warszawie. Był też prezesem Częstochowskiego Towarzystwa Rolniczego oraz członkiem Rady Zarządzającej Polskiego Towarzystwa Asekuracyjnego i Reasekuracyjnego S.A. W latach 1937–1938 wydawał tygodnik „Polska Zjednoczona”.
W roku 1944 na polecenie władz okupacyjnych opuścił Złoty Potok i zamieszkał w Częstochowie. Zmarł w Łodzi, został pochowany w kościele w Złotym Potoku.

## Ordery i odznaczenia
- Krzyż Oficerski Orderu Odrodzenia Polski (9 listopada 1931)[8]